# Kutub al-Sitta

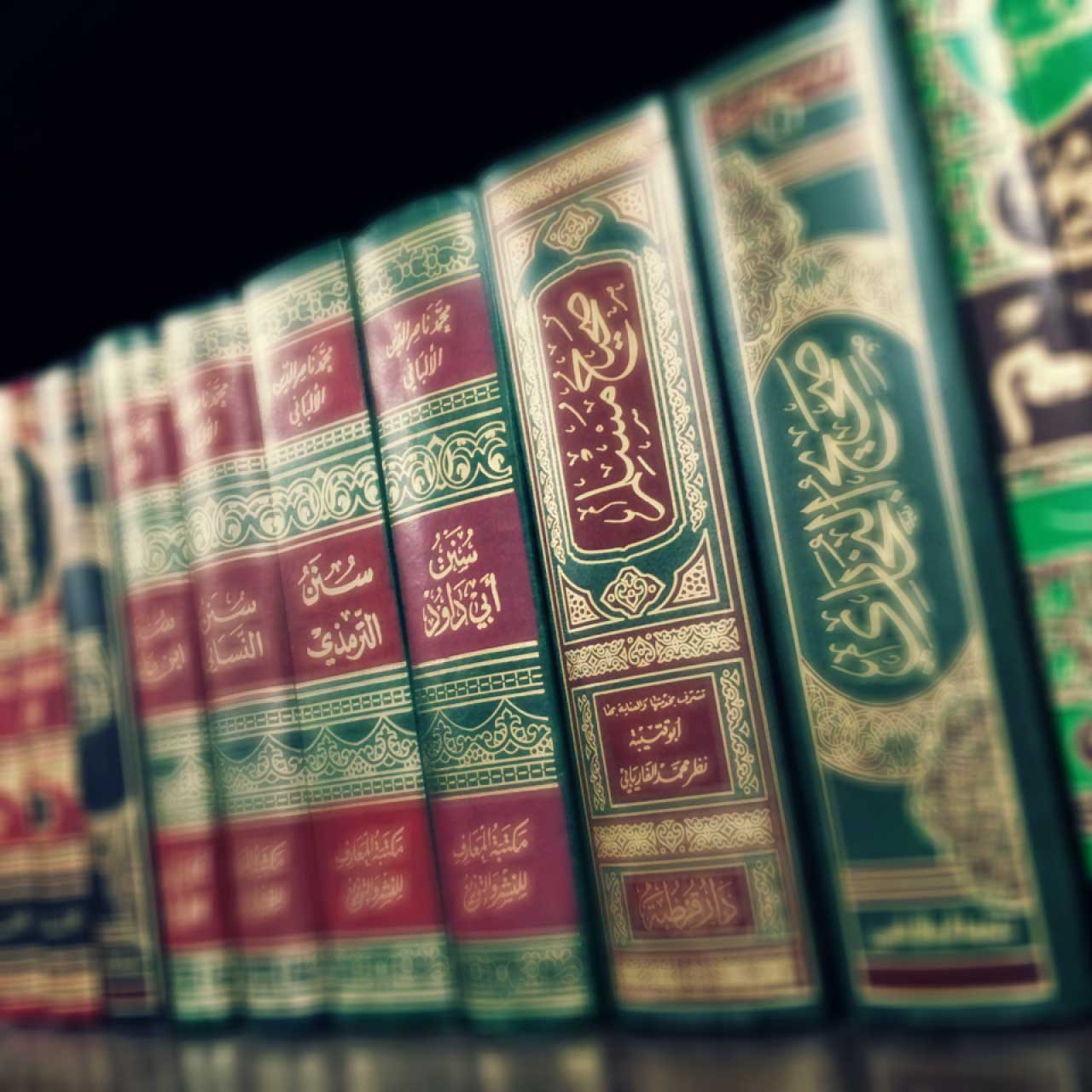
Hadithsamlingar i Kutub al-Sitta.

Kutub al-Sitta (arabiska: ٱلْكُتُب ٱلسِّتَّة, "De sex böckerna"), även kända som al-Sihah al-Sitta (De sex autentiska böckerna) bland sunnimuslimer, är sex hadithsamlingar tillhörande de sex sunnimuslimska lärda al-Bukhari (död 870), Muslim ibn al-Hajjaj(en) (död 875), Abu-Dawud Sulaiman ibn Ash`ath al-Azadi al-Sijistani (död 888), Al-Tirmidhi(en) (död 892), Ibn Majah(en) (död 886) och Al-Nasa'i(en) (död 915). varav Bukharis och Muslims böcker är de mest kända av de sex böckerna.

## Utgåvor (på svenska)
- Bukhārī, Muḥammad ibn Ismāʻīl; Zabīdī Aḥmad ibn Aḥmad, Abdallah Ibrahim (2013). Sahih al-Bukhari: förkortad version (3. uppl.). Göteborg: Tasnim. Libris 14713730. ISBN 9789197400589
- Muslim ibn al-Ḥajjāj al-Qushayrī; Abdallah Ibrahim (2013). Sahih muslim. Göteborg: Tasnim. Libris 14714902

Den svenska diplomaten och konvertiten Mohammed Knut Bernström påbörjade en översättning av Bukharis hadithsamling till svenska som dock ej färdigställdes. 